# Montoyas y tarantos
Montoyas y tarantos è un film del 1989 diretto da Vicente Escrivá.